# District de Suxian
Le district de Suxian (苏仙区 ; pinyin : Sūxiān Qū) est une subdivision administrative de la province du Hunan en Chine. Il est placé sous la juridiction de la ville-préfecture de Chenzhou.